# Darlin' (ban nhạc Pháp)
Darlin' là một ban nhạc indie rock của Pháp được thành lập vào năm 1992 bởi Laurent Brancowitz, Thomas Bangalter và Guy-Manuel de Homem-Christo. Tên của họ được lấy từ bài hát cùng tên của The Beach Boys.

## Lịch sử
Nhóm đã phát hành các bài hát của họ trên hãng thu âm Duophonic của Stereolab, nằm trong bộ sưu tập Shimmies in Super 8 với Stereolab, Huggy Bear và Colm. Năm 1995 họ xuất hiện trên bộ sưu tập De La Viande Pour Le Disco?, do Banana Split phát hành. Đĩa nhạc phiên bản giới hạn hiếm có này chứa hai bản nhạc của Darlin chưa được phát hành, có tên là "Untitled 18" và "Untitled 33".
Một bài đánh giá trên tạp chí âm nhạc Melody Maker của Anh đã gọi bản nhạc này là "một thứ âm nhạc tồi tệ". Vì vậy, sau khi nhóm nhạc tồn tại ngắn ngủi này giải tán, Bangalter và de Homem-Christo đã tạo ra Daft Punk, một dự án âm nhạc điện tử thành công và nổi tiếng thế giới, từ năm 1993 cho đến khi giải thể sau đó vào năm 2021. Trong khi đó, Brancowitz tham gia cùng em trai Christian Mazzalai trong ban nhạc Phoenix. Cả ba vẫn là bạn bè, gần đây nhất là xuất hiện cùng nhau khi Daft Punk xuất hiện bất ngờ trong buổi giới thiệu của Phoenix tại Madison Square Garden vào tháng 10 năm 2010.

## Danh sách đĩa nhạc
- "Cindy So Loud" / "Darlin'" (thuộc tuyển tập Shimmies in Super 8) [1993]
- "Untitled 18" / "Untitled 33" (thuộc tuyển tập De La Viande Pour Le Disco?) [1995]